# Студебекер, Клемент мл.
Клемент Студебекер-младший (11 августа 1871 — 3 декабря 1932) — американский бизнесмен и сын производителя фургонов и телег Клемента Студебекера, а также основатель автомобильной компании «Studebaker Corporation», в которой он занимал руководящие должности, а затем стал президентом и председателем ряда других важных компаний.

## Жизнь и карьера
Клемент Студебекер-младший родился в Саут-Бенде, штат Индиана, в семье выходцев из Германии. В 1893 году он женился на Алисе Роун из Филадельфии. У них было двое детей: Клемент Студебекер III (1894—1975) и Эстер (1898—1989).
По словам историка Альберта Рассела Эрскина, молодой Клемент проходил стажировку в «Studebaker Corporation», работал в нескольких отделах и занимал должность члена совета директоров и казначея. В других местах он был отмечен как вице-президент компании EMF предположительно, после того, как Studebaker в 1910 году перешел во владение этой компании. К 1916 году он стал президентом и председателем энергокомпании North American Light and Power Company, предшественника Североамериканской компании .
В разное время он также был президентом и председателем совета директоров компании Illinois Power and Light Company (и её дочерней компании Illinois Traction Company), а также компании South Bend Watch Company и казначеем Chicago South Shore. и Саут-Бенд Железная дорога.

## Смерть
Клемент Студебекер-младший скончался от болезни сердых осложнений в своем доме в Чикаго 3 декабря 1932 года. Его тело было отправлено обратно в родной город Саут-Бенд, штат Индиана, и похоронено на кладбище Ривервью. Были найдены два завещания, первое из которых оставило его имущество за два миллиона долларов, среди прочего, нескольким колледжам. Вторая воля, которая заменила первую, оставила его состояние двум его детям.